# The Other Boys
The Other Boys è un singolo del duo di DJ australiane Nervo, pubblicato nel 2015 ed estratto dall'album Collateral.
Il brano vede la partecipazione di Kylie Minogue, Jake Shears e Nile Rodgers.

## Tracce
Remixes
1. The Other Boys (Radio Edit) – 2:59
2. The Other Boys (BOJAN Handbag Anthem Remix) – 4:30
3. The Other Boys (Florian Picasso Remix) – 4:30
4. The Other Boys (Teenage Mutants Remix) – 5:28
5. The Other Boys (Viglietti Remix) – 4:24

## Video
Il videoclip della canzone è stato girato a Brick Lane, Londra.